# Kazımiye, Yalova
Kazımiye là một xã thuộc huyện Yalova, tỉnh Yalova, Thổ Nhĩ Kỳ. Dân số thời điểm năm 2010 là 2.351 người.